# Всадники (комедия)
«Вса́дники» (др.-греч. Ἱππεῖς; на аттическом диалекте Ἱππῆς) — четвёртая известная пьеса древнегреческого комедиографа Аристофана. Комедия впервые была представлена на празднике в честь бога вина и виноделия Диониса Ленеи в 424 году до н. э.
«Всадники» самая острая из всех политических пьес Аристофана. Она была направлена против популярного и влиятельного на тот момент политика Древних Афин Клеона. Аристофан ненавидел Клеона как предводителя «партии войны». Он не побоялся выступить с жёсткой критикой политика на пике его могущества. Ни один из мастеров не соглашался придать маске главного негативного героя Кожевника черты Клеона. На первой постановке в роли Кожевника-Клеона пришлось выступать самому Аристофану.
Несмотря на успех, пьеса не нанесла урона политическим позициям Клеона: через несколько месяцев после постановки «Всадников» он был избран стратегом. В отместку за осмеяние Клеон устроил нападение своих сторонников на Аристофана. Комедиографа не только побили, но и заставили дать обещание, что впредь он не будет ничего писать против Клеона. Впрочем, Аристофана это не остановило, и вскоре он вновь высмеял политика.

## История и предпосылки создания
«Всадники» являются вторым, после «Ахарнян», сохранившимся произведением афинского комедиографа Аристофана. Они относятся к жанру древней аттической комедии. В древних комедиях критиковали политиков, поэтов и других чем-либо примечательных личностей, а также обсуждали злободневные вопросы. Для этого жанра древнегреческой литературы не существовало границ в фантастичности сюжета и допустимой критике.
Комедия была поставлена в 424 году до н. э., на седьмой год Пелопоннесской войны, основными сторонами которой были Афины и Спарта. Комедия получила первое место. Жюри оценило её выше пьес Кратина и Аристомена. Созданию «Всадников» предшествовал ряд событий. Афиняне под руководством Демосфена высадились на территории Мессении и построили укрепление в области Пилоса. Им удалось заблокировать военный отряд из 420 спартанцев на острове Сфактерия, который прибыл к Пилосу для борьбы с афинянами. Спартанцы отправили в Афины послов с предложением мира. Они подчёркивали, что афиняне никогда не смогут заключить мир на более благоприятных условиях, так как могущество Спарты не сломлено. Против мирных инициатив резко против выступил демагог Клеон. Осада Сфактерии затянулась, афиняне не решались на штурм, и в афинском народном собрании разгорелись дебаты между стратегом Никием и Клеоном. Клеон заявил, что афинянам не следует мешкать, а необходимо немедленно отправить подкрепление к Пилосу и захватить Сфактерию. Никий же упрекал Клеона в том, что из-за него были упущены благоприятные возможности для выгодного мира со Спартой, и подчёркивал трудности захвата Сфактерии. Он не желал ввязываться в рискованную операцию и ставить под угрозу свою репутацию никогда не терпящего поражения полководца. Клеон говорил, что если бы он сам был стратегом, то быстро одержал бы победу. Тогда Никий «объявил, что… Клеон может взять сколько угодно кораблей и выступить в поход». Клеон решил, что Никий блефует, и согласился принять командование на себя, ожидая, что его оппонент возьмёт свои слова обратно. Но Никий отнюдь не шутил, и народное собрание настояло на назначении Клеона. Тогда он согласился и заявил, что в двадцатидневный срок привезёт спартанцев в Афины живыми или перебьёт их всех на Сфактерии. Как было оформлено назначение Клеона, неизвестно. Он не был избран стратегом на этот год, но, возможно, для него было сделано исключение в виде некой экстраординарной магистратуры.
Клеону сопутствовала удача. Когда он прибыл в Пилос, у Демосфена был разработан план штурма. Афинянам удалось взять в плен 292 человека, среди которых находилось 120 спартиатов. Для Спарты поражение на Сфактерии нанесло большой моральный урон. До той поры в Элладе считали, что соплеменники Леонида не могут сдаться с оружием в руках. Доверие союзников было подорвано, флот потерян в предыдущих сражениях, забота о пленных, которых афиняне пообещали казнить при следующем вторжении на их территорию, не давала активно использовать даже сухопутное войско. Героем дня для афинян стал Клеон, который, по их мнению, избавил их город от войны. Никий утратил своё влияние. Партия умеренных ослабела. Мирным предложениям Спарты партия Клеона противопоставляла всё новые требования и все переговоры оказывались безрезультатными.
Для продолжения войны Афинам были нужны деньги. От народной партии, которой руководил Клеон, исходили требования к союзникам увеличить выплаты. Распределение дани по городам Делосского союза потребовало переговоров. Представители многих из них старались подкупить членов оценочных комиссий, желая получить более выгодные условия. Именно эти исторические события нашли отображение в комедии Аристофана «Всадники».
Аристофан ненавидел Клеона, как предводителя «партии войны». Он не побоялся выступить с жёсткой критикой популярного и опасного политика на пике его могущества. Ни один из мастеров не соглашался придать маске главного негативного героя Кожевника черты Клеона. На первой постановке в роли Кожевника-Клеона пришлось выступать самому Аристофану.
Хор комедии состоит из всадников. Эта часть войска афинян на момент первой постановки была особенно недовольна действиями популярного в народе политика. Возможно «всадники» появлялись на сцене на спинах других актёров, во всяком случае сохранилась одна античная ваза с соответствующим изображением.

## Содержание
«Всадники» являются одной из самых ранних дошедших до наших дней древних аттических комедий. Произведения этого жанра художественной литературы состояли из следующих частей: пролога, парода (выход в орхестру хора и исполнение им песни), агона (наивысшего противостояния), парабасы (поучительной речи хора к зрителям), балаганных сценок и эксода. Для данного произведения характерно наличие двух агонов и парабас, малое количество балаганных сценок.
Пролог
Действие происходит перед домом Демоса (в дословном переводе «Народа»). Рабы Демоса Никий и Демосфен (собственные имена видных политических деятелей) проклинают нового раба Пафлагонца или Кожевника, под которым публика должна без труда узнать Клеона, который владел кожевенной мастерской. Никий с Демосфеном жалуются, что после того как в доме появился Пафлагонец их стали безустанно бить. Новый раб льстит старику Демосу, одновременно обворовывая его. Самого Демоса они называют несносным и глуховатым. Пафлагонец ворует то, что готовят Демосфен с Никием и преподносят Демосу. Так, когда Демосфен замесил в Пилосе «лаконскую квашню» Пафлагонец похитил стряпню и поднёс господину.
Далее Никий уходит со сцены и возвращается с украденным у раба Кожевника оракулом. Из него Демосфен с Никием узнали, что господство Кожевника будет свергнуто Колбасником. В это время на орхестру выходит торговец колбасами. Ему обещают господство над Афинами и другими землями. Колбасник же считает себя недостойным такой чести, так как происходит от незнатных родителей и вообще малограмотный. На это Демосфен возражает, что для демагога честность и образованность не обязательны. На вопрос Колбасника о союзниках Демосфен отвечает, что «Есть всадников неустрашимых тысяча, / Они-то уж помогут нам наверное; / Да лучшие из граждан — нам союзники». После этого на сцену вбегает Клеон, Колбасник убегает, а Демосфен зовёт на помощь всадников.
Парод и первый агон
На орхестру выходит хор из двадцати четырёх всадников. Они ругают и оскорбляют Клеона:
Бейте, бейте негодяя, коневредного слепня,
Ненасытную харибду, живоглота-паука!
Негодяя, негодяя! Дважды, трижды повторю:
Ведь не просто негодяй он, — дважды, трижды негодяй.
Ну, так бей его, преследуй, колоти, гони, лупи!
Плюй, как мы плюем, и с криком нападай на подлеца!
Начинается перебранка, которая перерастает в драку между Колбасником и Кожевником. К Колбаснику присоединяются всадники и Демосфен. Клеон убегает, чтобы донести на заговорщиков членам государственного совета.
Парабаса
В первой части парабасы всадники рассказывают о сложной жизни комедиографов. Затем всадники прославляют отцов и дедов, которые победили персов. Аристофан противопоставляет прежних воинов и стратегов сегодняшним. Он указывает на недопустимость порочной практики, когда стратеги требуют тех или иных привилегий, заявляя, что в противном случае откажутся сражаться.
Балаганные сценки
После парабасы следуют три эписодия комичных сценок.
I. Из совета прибегает Колбасник с новостями. Кожевник начал жаловаться на заговорщиков. Тогда Колбасник сорвал заседание новостью о тои, что на рынке подешевели сельди. Члены совета позабыв о государственных делах побежали за дешёвой рыбой. Колбасник обогнал их и скупил все необходимые для приготовления сельди приправы и зелень. Затем он раздал их даром членам совета. За это его осыпали благодарностями и козни Кожевника оказались разбитыми.
II. Происходит разговор между Колбасником и Клеоном. Клеон бахвалится тем, что имеет громадное влияние на Демоса и сможет оговорить оппонента (Тебя он не послушает! А я его морочу, как захочется). Кожевник упрекает Клеона в том, что тот обкрадывает хозяина: «И, точно нянька, кормишь отвратительно. Пока жуешь кусок, три добрых четверти Проглотишь сам, — ребенку лишь объедки дашь». После они вместе отправляются к Демосу.
III. Клеон обвиняет Колбасника перед Демосом. Колбасник защищается. Тогда Демос решает провести суд на Пниксе. Это решение опечалило Колбасника. Он считает, что у себя дома Демос мудрец, но как только приходит в Народное собрание глупеет, начинает зевать и считать ворон.
Второй агон
На Пниксе Клеон уверяет Демоса в любви и преданности. Колбасник его разоблачает. В этой сцене много буффонады. Колбасник утверждает, что народ страдает из-за войны. Клеон в свою очередь говорит, что он стремится подарить Демосу всю Элладу. Колбасник в ответ говорит о том, что истинной целью Клеона является личное обогащение. Страшилки о заговорах и внутренних врагах лишь помогают ему ловить рыбу в мутной воде. Затем оба противника удаляются.
Хор поёт о том, что жизнь в городе станет счастливой, когда Клеон сгинет. В этой песне Клеон единственный раз назван по имени.
Балаганные сценки
IV. Оба противника приносят Демосу пророчества. Сценка представляет пародию на многочисленные оракулы, в которые верил простой люд. Клеон зачитывает пророчество Бакиса, а Колбасник выдумывает старшего брата прорицателя Глапида. Оба пророчества противоречат друг другу. Тогда Демос заявляет, что тот из них получит власть, кто сумеет ему лучше угодить.
V. Клеон и Колбасник приносят корзины с едой и начинают угощать Демос деликатесами. Старик не может решить, кто же лучше ему служит. Тогда Колбасник предлагает ему посмотреть обе корзины. Демос убеждается, что Колбасник отдал ему всё, в то время как Клеон утаил множество добра. Колбасник обвиняет соперника в том, что тот постоянно поступает таким же образом, отдавая Демосу лишь малость полученных благ. После этого Демос передаёт бразды правления Колбаснику.
Малая парабаса
Хор всадников рассказывает притчу о дурном стратеге Гиперболе («злополучный полководец, кислый уксус»), который потребовал 100 триер для похода на Карфаген. Корабли отказались идти на поводу у Гипербола и постановили:
Нет, не будет, нами правя, город наш морочить он!
Пусть плывет, куда захочет, хоть к собакам, да один
Эксод
В заключительной сцене появляется празднично одетый Колбасник, которого оказывается зовут Агоракрит (слово происходит от «агоры» — центральной площади и глагола κρίνω — сужу, разбираю). Он сообщает, что омолодил Демоса. После появляется сам Демос, которому стыдно за то, что был одурачен льстецами и демагогами. Агоракрит сообщает, что может предоставить перемирие. Выбегают символизирующие нимф мира танцовщицы, которых прятал в своём доме Клеон.

## Анализ политической сатиры
Комедия «Всадники» самая острая из всех политических пьес Аристофана. Она направлена против популярного на тот момент политика Клеона, которого по мнению Аристофана может победить другой ещё более наглый демагог и горлан. Его союзниками неожиданно оказываются аристократы из числа всадников, что подчёркивает отношение этой части общества к Клеону и его партии.
Одновременно Аристофан критикует всю политическую систему Древних Афин, благодаря которой к власти могут приходить такие политики как Клеон. Афинский народ показан в виде выжившего из ума старика Демоса.
Дивную власть ты имеешь,
Демос, наш владыка ты,
Как тиран, царишь повсюду,
Страх внушаешь на земле.
На дурное ты податлив,
Любишь лесть ты и обман,
И на речи, чьи угодно,
Ты готов разинуть рот,
А рассудок твой, хоть дома,
Все же дома не живет.
Таким образом Аристофан в художественной форме указывает демосу, который составлял основную массу зрителей, на проблемы демократии: неспособность принимать взвешенные решения, возможность манипулировать и склонять народ к опасным и не отвечающим его интересам действиям. При этом Аристофан не выступает за замену демократии аристократией. Уже в следующей своей комедии «Облака» он высмеивает молодого, праздного и испорченного софистами аристократа. Античный драматург стремится указать на болезни общества, видя их причину в конкретных демагогах, олицетворением которых для него является Клеон.
Во «Всадниках» Аристофан вменяет в вину Клеону, что он:
1. выступает в Народном собрании с ложными и клеветническими доносами, из-за чего запугал как богатых, так и бедных;
2. обманывает народ;
3. берёт взятки, как с афинян, так и с союзников;
4. расхищает государственную казну;
5. препятствует заключению мира со спартанцами ради личной выгоды.

Учёных-антиковедов интересует вопрос насколько художественный образ Клеона соответствует реальному. Сложно представить, чтобы выведенный Аристофаном персонаж мог в течение семи лет оставаться вождём партии радикальных демократов и длительное время руководить Афинами. Одновременно аристофановы оценки политика согласуются с другими античными источниками. По всей видимости имеет место преувеличение, гипербола.

## Последствия
Несмотря на успех, пьеса не поколебала политического авторитета Клеона. Через несколько месяцев после постановки «Всадников» его избрали стратегом. Эта должность стала для него роковой, так как через год во время военной кампании на Халкидиках Клеон погиб в бою. По всей видимости, афиняне не придавали особой важности политической сатире в комедиях и относились к ней, как к весёлым шуткам против известных политиков.
Сам Клеон не оставил постановку без последствий. Если, после представления «Ахарнян» в 425 году до н. э., он подал на Аристофана в суд, который впрочем проиграл, то после «Всадников» устроил нападение на комедиографа. Аристофана не только побили, но и заставили дать обещание, что впредь он не будет ничего писать против Клеона. В «Осах» Аристофан не только нарушил данное под угрозой физической расправы слово, но и пошутил по данному поводу.
Через несколько лет после первой постановки «Всадников» другой комедиограф Евполид представил пьесу «Марикант». Близость сюжета обеих комедий не могла не обратить на себя внимание. Обе преследовали популярных афинских политиков: аристофановы «Всадники» — Клеона, евполидов «Марикант» — Алкивиада. Вопрос о том, был ли плагиат, и кто у кого переписал сюжет остаётся открытым. Во второй версии «Облаков» 419—416 годов до н. э. Аристофан напрямую обвиняет Евполида в плагиате: «Первым Евполид забежал, „Мариканта“ вывел он. / Подлый, подло он обокрал наших славных „Всадников“». Однако вопрос о том, был ли плагиат, и кто у кого переписал сюжет остаётся открытым. По свидетельству античного схолиаста Евполид заявлял, что «помог Плешивому написать „Всадников“». Более того комментатор считал, что антода и антэпиррема малой парабасы «Всадников» (около 25 строк) написаны Евполидом лично. Комедиограф Кратин упрекал Аристофана, что тот многое списал у Евполида. В то же время премьера комедии Евполида «Марикант» состоялась через несколько лет после первой постановки сходных по сюжету «Всадников».

## Публикации. Аллюзии Нового и Новейшего времени
На русский язык комедию переводили как минимум трижды — А. Станкевич в 1892 году, В. Теплов и А. И. Пиотровский в 1923 году. Пьесу неоднократно переиздавали в оригинале и переводах на различные языки, в том числе в составе серий Collection Budé и Loeb Classical Library (том 178).
Пьеса А. А. Шаховского «Аристофан, или представление комедии „Всадники“» стала кульминационной для драматурга. В ней он совершил «жанровую революцию», совместив комедию с оперой и балетом. Образ «отца комедии» Аристофана закрепился за Шаховским задолго до создания пьесы. В «Арзамасе» его окрестили «Новейшим Аристофаном», проводя параллели с античным «убийцей Сократа и гонителем Еврипида». Шаховской по мнению членов литературного кружка погубил В. А. Озерова и преследовал В. А. Жуковского, которых сравнивали с Сократом и Еврипидом. Этой пьесой Шаховской оправдывал античного комедиографа и стремился поправить собственную репутацию. Главным героем стал Аристофан, в котором современники легко угадывали Шаховского.
Аллюзия на «Всадников» Аристофана содержится в пьесе «Девы из Бишофсберга» Г. Гауптмана. Обнаруженный Настом, вместо ожидаемой триумфальной археологической находки, ящик с колбасой, является косвенной аллюзией на Колбасника-Агоракрита.